# Emociones (Julio Iglesias)
Emociones è un album in studio del cantante spagnolo Julio Iglesias, pubblicato nel 1978.

## Tracce
1. Me Olvidé De Vivir
2. Voy a Perder La Cabeza Por Tu Amor
3. Spanish Girl
4. Pobre Diablo
5. Quiéreme
6. Pregúntale
7. Quiéreme Mucho
8. Con Una Pinta Así
9. No Vengo Ni Voy
10. Un Día Tu, Un Día Yo